# Hemiprocnidae
Los hemiprócnidos (Hemiprocnidae) son una familia de aves apodiformes, propias del Sudeste Asiático, conocidos vulgarmente como vencejos arborícolas. Están estrechamente relacionados con los verdaderos vencejos (Apodidae). Incluyen un solo género, Hemiprocne, con cuatro especies.

## Características
Difieren de los vencejos comunes en que suelen posarse en las ramas de los árboles, cosa que aquellos nunca hacen.
Son aves de pequeño tamaño, entre 15 y 31 centímetros, y plumaje parcialmente lustroso. Las largas puntas de sus alas se cruzan en tijera sobre la cola, profundamente ahorquillada. Dos especies tienen una cresta eréctil; las otras tienen plumas ornamentales en las mejillas.

## Historia natural
Habitan en el Sudeste Asiático, desde la sabana arbolada caducifolia hasta la selva lluviosa siempreverde. Son aves de bosque abierto que, como todos los vencejos, cazan insectos en vuelo. Ponen un huevo gris en el nido, que se pega a la rama de un árbol. 

## Especies
La familia incluye un género y cuatro especies:
- Género Hemiprocne
  - Hemiprocne coronata - vencejo arborícola coronado
  - Hemiprocne longipennis - vencejo arborícola culigrís
  - Hemiprocne comata - vencejo arborícola chico
  - Hemiprocne mystacea - vencejo arborícola bigotudo